# Белопольский (лунный кратер)
Кратер Белопольский (лат. Belopolʹskiy) — кратер на обратной стороне Луны. Название присвоено в честь русского и советского астронома и астрофизика Аристарха Аполлоновича Белопольского (1854—1934) и утверждено Международным астрономическим союзом в 1970 г. Образование кратера относится к нектарскому периоду.

## Описание кратера

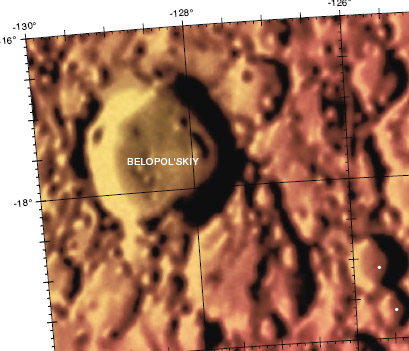
Фрагмент карты LAC-107.

Кратер расположен к западу от кратера Узо, северо-востоку от кратера Стрёмгрен. К северо-западу от кратера находится кратер Иоффе.. Селенографические координаты центра кратера 17°15′ ю. ш. 128°14′ з. д. / 17,25° ю. ш. 128,23° з. д., диаметр 62 км, глубина 2,71 км.
Кратер окружён несколькими крошечными кратерами, на юге это привело к частичному разрушению его вала. В северо-западной стене, где основание задето кратером Иоффе, есть пролом. Весь поперечник кратера лежит примерно на одном уровне. Высота вала над окружающей местностью составляет 1200 м, объем кратера — примерно 3000 куб.км.. Центральная часть чаши кратера несколько приподнята; возможно, это поднятие является остатками центрального пика.
Кратер Белопольский находится на расстоянии 400 км от внешнего края Моря Восточного и 250 км от кратера Герцшпрунг. Оба этих образования несомненно внесли свой вклад в изменение вида кратера Белопольский за счет пород, выброшенных при импактах, и вторичной бомбардировки.

## Сателлитные кратеры
Отсутствуют.